# Ángel Pascual Rodrigo
Ángel Pascual Rodrigo, pintor español nacido en Mallén (Zaragoza) en 1951.
Vivió en Zaragoza entre 1952 y 1976; en Montmesa (Huesca) entre 1976 y 1982. Desde 1982 vive y trabaja en Campanet (Mallorca).
En 1969 editó sus primeros trabajos gráficos con J. J. Campos. En 1970 comenzó la colaboración con su hermano Vicente Pascual Rodrigo, formando un equipo gráfico y pictórico que en 1974 pasó a denominarse la hermandad pictórica aragonesa Archivado el 29 de septiembre de 2007 en Wayback Machine., funcionando ininterrumpidamente hasta 1989. En dicho equipo realizó 56 exposiciones individuales, múltiples colectivas, ediciones y diseños, entre los que cabe destacar la línea gráfica inicial del periódico Andalán en 1972.
Durante una disolución temporal del equipo en 1974 (tras realizar Ángel en solitario la última exposición de la primera etapa de la hermandad en la galería 4Gats de Palma de Mallorca) encontró los textos de Joan Mascaró Fornés y más tarde los de Marco Pallis, Frithjof Schuon y otros escritores perennialistas que le llevaron a replantear su vida y su obra. Como consecuencia de ese replanteamiento viró la atención de su obra hacia la Naturaleza y los conocimientos tradicionales. Se dedicó a partir de entonces a una revisión plástica y conceptual del paisaje por su especial ductilidad expresiva y transparencia. Otras de las consecuencias fueron el establecimiento de su residencia en medios rurales y los continuos viajes por Europa, África, Asia y América en busca del contacto con los elementos permanentes y unívocos de las tradiciones.
A partir de la disolución de La Hermandad Pictórica Archivado el 29 de septiembre de 2007 en Wayback Machine. en 1989, Ángel Pascual Rodrigo continúa su trayectoria en solitario. Sus creaciones actuales profundizan y perseveran en sus claves temáticas con un lenguaje intenso, inteligible, amplio en lecturas y cada vez más sintético. Realizando en 2007 su exposición individual número 100.
Su obra figura en museos, colecciones públicas y privadas.